# 佐野由美
佐野 由美（さの ゆみ、1975年11月29日 - 1999年4月4日）は、兵庫県神戸市長田区生まれの美術作家。

## 来歴・人物
1975年11月29日、兵庫県神戸市長田区に生まれる。
地元の公立中学校から兵庫県立須磨友が丘高等学校を経て、大阪芸術大学美術学科を首席で卒業。在学中に、阪神・淡路大震災に被災。自宅が全壊し、瓦礫の下から救出された。地震から3日目に、倒壊した自宅からスケッチブックとペンを取り出し、被災状況を連日克明に記録。それが後に、初の著書「神戸・長田スケッチ 路地裏に綴るこえ」（六甲出版）として出版され、神戸でベストセラーになった。
大学卒業直後の1998年4月、ネパールに渡り、首都カトマンズに隣接するパタン市のスラム地区のラリット福祉小学校で、ボランティアの美術教師として1年間赴任。社会の底辺で生きる貧困層の人々の日常に接しながら、美術活動を継続。多くの作品を発表した。赴任が終了し、帰国直前の1999年4月4日、タライ平原を訪問した帰途、同国南部の山中で、トラックの追突事故に巻き込まれ死去した。23歳没。
佐野の美術活動は、毎日放送のドキュメンタリーディレクター兼映画監督の榛葉健が生前から取材していて、同局のニュース番組やドキュメンタリー番組『with…若き女性美術作家の生涯』として度々放送。中でも『with…』は、日本賞・ユニセフ賞、アジアテレビ賞などの国際賞を多く受賞し、映画化もされた。完成から10年以上たった現在も、全国の学校や地域、団体、映画館などで上映が続いている。
また佐野の作品は、さまざまな事情で困難に直面した人々の生きざまにスポットを当てる所に特長があり、美術界では若手でありながら、その人間愛にあふれた作風は、各界の高い評価を得ている。

## 著書
- 『神戸・長田スケッチ 路地裏に綴るこえ』（六甲出版）
- 『ネパール滞在日記 パタンの空より』（発行：シーズ･プランニング、販売：星雲社）
- 『佐野由美作品集』（シースペース）
- 『しあわせってなあに?』（発行：佐野京子）
- 『ネパール･ラリット福祉小学校の子どもたちの詩集』（編集・制作：清田美絵、田中洋子、朝尾伴啓、スダン･ダクワ）

## 美術活動

### 個展・作品展
- 1997年
  - ギャラリー・ブリコラージュ（大阪）
- 1999年
  - Bamboo Gallery（ネパール・カトマンズ）
- 1999年 - 2000年
  - 兵庫県立美術館（兵庫・神戸）
- 2001年
  - ギャラリーほりかわ（兵庫・神戸）
- 2002年
  - 大阪ドーンセンター（大阪）
  - Gallery Pirka（東京）
  - まちづくり市民交流プラザ（広島）
  - 思文閣美術館（京都）
  - 箕面メイプルホール（大阪）
  - パレット市民劇場（沖縄）
  - 集・空・間TIO（兵庫・芦屋）
- 2003年
  - Hondaウエルカムプラザ青山（東京）
  - コープこうべ生活文化センター（兵庫・神戸）
- 2004年
  - リエンテ・ギャラリー（愛媛・松山）
- 2005年
  - トアギャラリー（神戸）
  - シューズプラザ（神戸）
- 2006年
  - 福岡アジア美術館（福岡）
- 2008年
  - 兵庫県伊丹市
- 2009年
  - 沖縄県立博物館・美術館（那覇）

- 2015年
  - 兵庫県立文化体育館（神戸・長田区）「神戸から世界へ～美術作家・佐野由美 《人間》を描く～」

### 出展
- 1994年・1995年
  - 大阪芸術大学「芸術の森展」
- 1996年
  - 福井カルチャーセンタークォーレホール「福井サムホール展」
  - 芦屋市民センター「第49回芦屋市展」
  - 兵庫県立近代美術館「96県展」（佳作賞）
- 1997年
  - 蜂舎ギャラリーdo（大阪）「新春小品展」
  - 神戸アートビレッジセンター「ART MOVE時計展」
  - 芦屋市立美術博物館「第50回芦屋市展」
  - 大阪芸術大学「第10回日中交流展」
- 1998年
  - 大阪芸術大学「卒業作品展」（学長賞）
- 1999年 - 2000年
  - 兵庫県立美術館「震災と美術ー1.17から生まれたもの」

### 舞台美術
- 1997年 モダンダンス公演「NEW MOONSONGS」（西宮市・甲東ホール）

### 店内装飾・看板
- 1997年 欧米風田舎料理店Kichen106 店内内装壁画（大阪）、BARフラミンゴ 入口ドア・店内テーブル制作（大阪）
- 1997年 バングラデシュ料理店AISHA、屋根テント文字とイラスト（兵庫・尼崎）

## 関連ドキュメンタリー作品

### テレビ
- 『MBSナウ』（毎日放送）（関西ローカルニュース）
- 阪神・淡路大震災報道特別番組『with…30人の証言』（毎日放送、1999年1月放送） 関西地区ほか一部ネット。
- 報道特別番組『with…絆は世界へ』（毎日放送、2000年1月放送） 関西地区ほか一部ネット。
- 報道特別番組『with…若き女性美術作家の生涯』（毎日放送、2000年4月・6月・2001年1月放送） 関西地区ほか一部地域で放送。
  - 日本賞・ユニセフ賞、国際エミー賞アジア代表、アジア・テレビジョン・アワード、アジア太平洋放送連合賞ほか受賞
  - 英語版が製作され、世界各地でも放映・上映

### 映画
- ドキュメンタリー映画『with…若き女性美術作家の生涯』（2001年、監督：榛葉健）
  - 同題テレビドキュメンタリーの再編集劇場公開版
  - 文部科学省特別選定作品、優秀映画鑑賞会推薦、国際連合児童基金推薦

2010年4月、同志社大学（今出川校）寒梅ホールで 『with…若き女性美術作家の生涯』が上映されたが、今なお多くの観客に感銘のメッセージを送り続けている。